# بسماتيك الثالث
| ra | anx | kA · n |

| ra | anx | kA · n |

| ra | anx | kA · n |

| ra | anx | kA · n |

| ra | anx | kA · n |

| ra | anx | kA · n |

| ra | anx | kA · n |

| ra | anx | kA · n |

| p | s | m | T · k |

| p | s | m | T · k |

| p | s | m | T · k |

| p | s | m | T · k |

| p | s | m | T · k |

| p | s | m | T · k |

| p | s | m | T · k |

| p | s | m | T · k |

بسماتيك الثالث أو عنخ كا إن رع آخر الفراعنة المصريين، وآخر الأسرة السادسة والعشرون. حكم مصر للفترة 526 ق م - 525 ق م هزمه قمبيز الثاني ملك الفرس الأخمينيين في معركة الفرما قرب بلوزيوم (قرب بورسعيد)، وحمل إلى سوسا، عاصمة الفرس، مقيدا بالأصفاد والسلاسل حيث تم اعدامه لاحقاً.
في الباب الثالث، فصل 15، من كتاب هيرودوت التواريخ، ابنة بسماتيك اُخِذت جارية، وحُكِم على ابنه بالإعدام، وتحول أحد سدنته إلى متسول. أحضر الفرس الثلاثة إليه ليروا رد فعله. لم يثر إلا حين رأى حال سادن العرش الذي تحول إلى متسول. الفرس أوفرا حياته، إلا أن ابنه قُطّع إرباً أمامه. بعد فترة بدأ بسماتيك في التخطيط لثورة على الاحتلال الفارسي، فاُجبر على شرب دم الثور مما أدى إلى وفاته.

## العائلة
كان بسامتيك الثالث ابن الفرعون أحمس الثاني من أحد زوجاته الملكة تنت خيتا. وخلف في الحكم والده أحمس الثاني عام 526 قبل الميلاد بعد فترة حكم طويلة ومزدهرة استمرت 44 عامًا تقريبًا. وفقا لهيرودوت، كان لديه ابن يدعى أحمس وزوجة وابنة، وكلاهما غير مسمى في الوثائق التاريخية.

## الهزيمة في معركة الفرما
تولى بسماتيك الثالث بعد وفاة أحمس الثاني وبعد ستة أشهر فقط من توليه الحكم وقع على عاتق هذا الملك الدفاع عن المملكة من الخطر الفارسي الذي بدأ يلوح في نهاية عهد ابيه وتربى هذا الأمير تربية بعيدا عن السياسة وفنون الحكم لذا كان غير مؤهل لتحمل المسئولية في حين ان مصر كانت تحتاج لحاكم متمرس في الحرب والحكم في أن واحد وبالرغم من كل هذه الظروف الصعبة اظهر بسماتيك الثالث حكمة كبيره في هذه الساعة الخطيرة فامر باخلاء [لمرتزقه لمعسكراتهم الدائمه وجرد القصور من الحراس والاسطول من الملاحين وذهب سريعا إلى الميدان ليختار أرض المعركة فخطته إلى حد ما كانت موفقه لانها كانت ملائمه للدفاع لكن كان الفرس متفوقين بمراحل حيث كان القواد والجنود من المحنكين في الحرب خصوصا في حروب ليديا وبابل بعكس المصريين في ذلك الوقت لم يدخلوا أي حرب أو معركه واستمرت المعركة بين المصريين والفرس من طلوع الشمس إلى غروبها وكان القتال في الجانبين بنفس الحماس ولكن بالطبع تفوق الفرس لايمكن انكاره وعندما شعر المصريين انهم سوف يحاصرون اوقفوا المقاومة وذهب بسماتيك الثالث إلى منف وتحصن بها بواسطه النيل وسدودها وقلاعها
ووفقا لكتاب التاريخ هيرودت الفصل الثالث 199 فقد حدث بعد ذلك حادث السفينة المليتينية وهي سفينه حربيه ارسلها قمبيز ووضع عليها بعض الاقتراحات للسلام وكان تقدمها يشار اليه من قرية إلى قرية وبذلك رتبت منف حفل استقبال متوحش لهذه السفينة فبمجرد وصولها إلى منف صعد إلى السفينة الجنود المصريين وذبحوا رسول قمبيز والبحارة وقطعوا اجسادهم ومثلوا بها في طرقات المدينة لذا اسرع قمبيز بالعقاب فهاجم منف ودخلها واسر بسماتيك الثالث واحتفظ بحق عقابه لنفسه ولكنه كلف لجنه من القضاة الفرس لعقاب المصريين وقادتهم واعلن الحكم ان على كل بحار فارسي قد اغتيل ان يدفع عشرة نبلاء مصريين حياتهم ثمناً لحياته.
تم ذبح حوالي ألفين من النبلاء المصريين من العاصمة المصرية القديمة منف جراء قيام مجموعة من الجنود المصريين بقتل مائتين من البحارة الفرس حاولوا التسلل على متن السفينة المليتينية لإقناع المصريين بعدم جدوى المقاومة والخضوع والاستسلام للأمر الواقع ولشرط الإملاءات الفارسية المهينة.

## الأسر والقتل

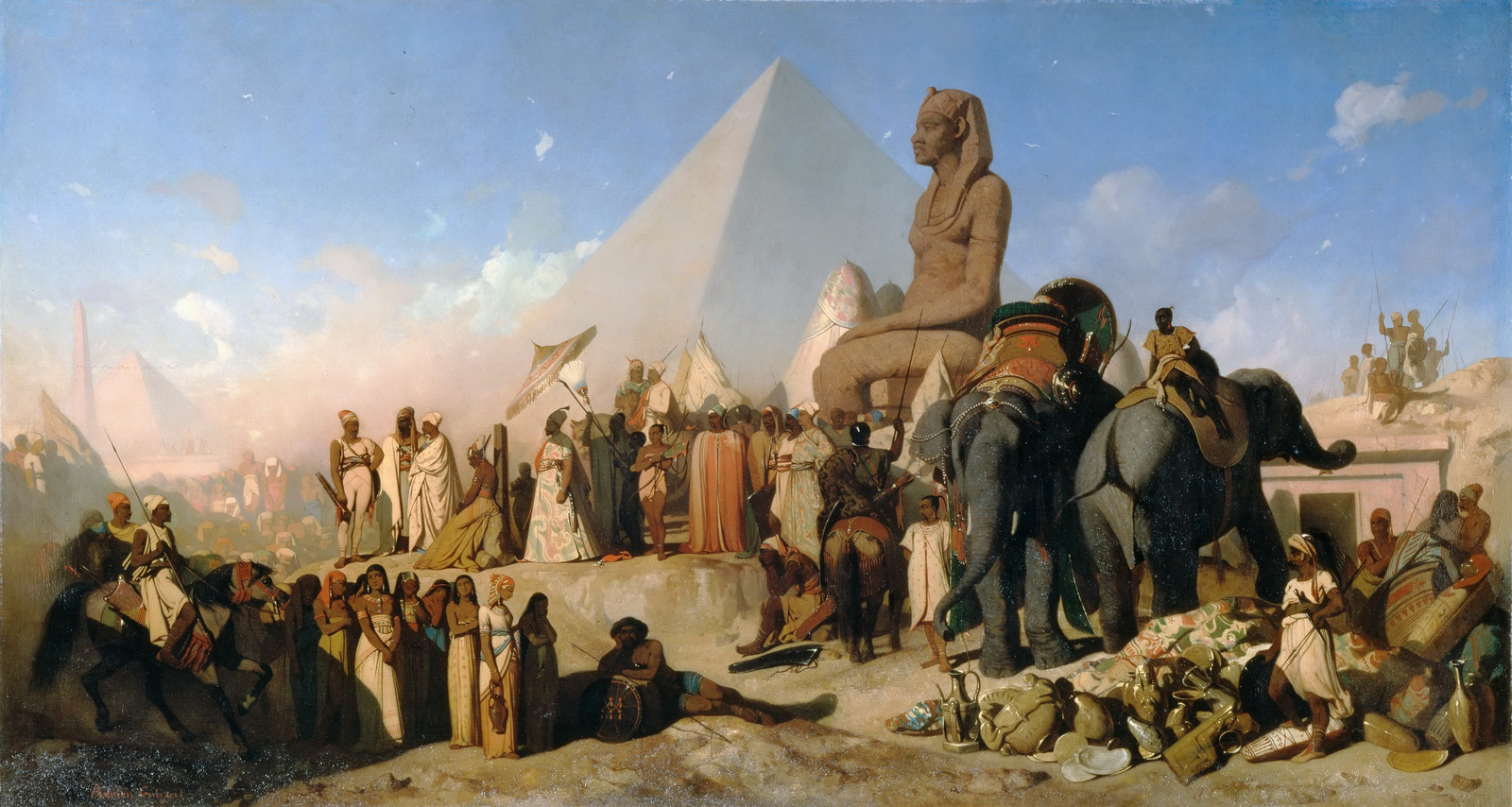
لقاء بين قمبيز الثاني ملك الفُرس الأخمينيين وفرعون مصر الأخير بسماتيك الثالث.

وارسل قمبيز في طلب بسماتيك الثالث وعامله باحتقار والبس ابنته لبس الإماء وارسلها بيدها اناء لتسقى به ومعها مجموعه من بنات الاشراف ولما رآهم بسماتيك الثالث غض الطرف عنهم ثم رأى ابنه مصحوبا بألفى مصري وهم ماضين للقتل ولكنه ظل مستكينا كما كان عند رؤية ابنته ولكنه انهار تماما الذي كان يأكل على مائدته وهو يتسول من الجنودفلما رآه الملك لم يستطيع ان يمسك دمعه ولما رويت هذه الحادثة لقمبيز ارسل له رسوله يقول له «يقول لك سيدك قمبيز لأى سبب ما حزنت وأجريت دمعا عندما رأيت ابنتك في زى امة وابنك يسار به إلى القتل ولكنك اكرمت هذا المتسول» فرد عليه الملك وقال «يابن قورش ان مصائب بيتى كبيرة جدا حتى لا تستطيع البكاء لاجلها واما ما اصاب هذا الرجل صديقى في أول شيخوخته من وقوعه في الفقر بعد ان كان كثير الأملاك والخيرات ظهر لى انه يستوجب البكاء» فرق قلب قمبيز لهذه الاجابه فامر ان يحضر ابنه ولايقتل ولكنه كان أول من نفذ فيه حكم القتل وذهبوا ببسماتيك إلى قمبيز فأقام عنده سائر ايامه ولم يلحق به اذى كما روى من هيرودت لكنه عمل على اثارة المصريين فانكشف امره وامره قمبيز ان يشرب دم ثور فمات على الفور.
ويرى تغير سلوك قمبيز مع بسماتيك الثالث ليس من قبيل الشفقة ولكن من السياسة لان ابيه كورش الكبير كان لا يعامل الملوك الا معاملة حسنه ولا يهينهم ولا يعامل سكان بلد مهزوم بطريقه وحشيه.

## وصلات خارجية
histoc-ar.blogspot.com التاريخ